# Kjell-Olof Feldt
Kjell-Olof Feldt, född 18 augusti 1931 i Holmsunds församling i nuvarande Umeå kommun i Västerbottens län, död 8 januari 2025 i Nacka distrikt i Stockholms län, var en svensk socialdemokratisk politiker. Han var handelsminister 1970–1975, löneminister 1975–1976, ekonomi- och budgetminister hösten 1982 samt slutligen finansminister 1983–1990.
Vid sidan av statsministrarna Olof Palme och Ingvar Carlsson spelade Feldt en central roll inom svensk politik under 1980-talet. Såväl Sveriges som Socialdemokraternas ekonomiska politik genomgick flera genomgripande förändringar under Feldt. Visserligen infördes en kraftigt nedbantad variant av löntagarfonder kort efter valsegern 1982, men därefter liberaliserades ekonomin, med olika slags avregleringar. Den ekonomiska politik som Feldt har kommit att förknippas med kallas ibland för den tredje vägens politik och har beskyllts för nyliberalism, speciellt efter den så kallade novemberrevolutionen 1985.

## Uppväxt, studier och ämbetsmannatid

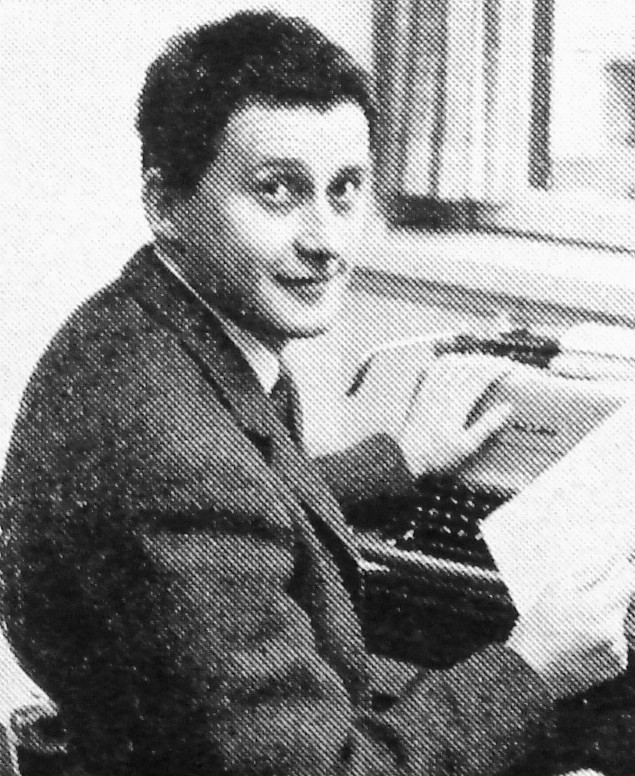
Feldt på ett fotografi i När var hur 1964.

Kjell-Olof Feldt föddes i Holmsund som enda barn till stuveriarbetaren Alexander Fält och Irma Jonsson. Efter att modern lämnat sin försupne make växte Kjell-Olof Feldt upp i bland annat Skellefteå med sin mor som försörjde dem genom att arbeta på restaurang. Mor och son levde inackorderade. Efter en period återvände Feldt med sin mor till Holmsund där de levde med mammans faster och hennes man som uppfostrat mamman.
Moderns omgifte 1941 med rörmokaren och ägaren av en VVS-firma Isidor Nordin möjliggjorde vidare skolgång för sonen, som år 1950 avlade studentexamen på latinlinjen vid Skellefteå högre allmänna läroverk. Han blev politices magister vid Uppsala universitet 1956 och filosofie licentiat i nationalekonomi vid Lunds universitet 1967; modern var då bosatt i Malmö och omgift med en lektor.
Feldt var sekreterare i 1957 års pensionskommitté 1957–1959, satt i värderingskommittén 1959–1964, garantilånenämnden 1960–1964 och pressutredningen 1963–1965. Feldt var redaktör för de socialdemokratiska tidskrifterna Libertas 1958–1962 och Tiden 1962–1964. Han var budgetsekreterare på finansdepartementet 1962–1964, byråchef där 1964–1965, budgetchef 1965–1967 och statssekreterare 1967–1970. Relationen mellan den unge statsministern Olof Palme och den grånande finansministern Gunnar Sträng var omvittnat spretig. Som ämbetsman gick Feldt fram i detta som en av Palmes förtrogna. Feldt har beskrivit åren 1964–1970 som de lyckligaste i hans politiska liv.

## Ämbetstiden som handelsminister och biträdande finansminister
När Feldt den 9 oktober 1970 tillträdde som handelsminister Gunnar Langes efterträdare hade han således både god inblick i arbetet vid regeringskansliet och goda relationer till ledningen. Han rekryterades inte från riksdagsledamöterna, som ofta förespråkades, även om hans utnämning till ämbetsman skedde efter att han skaffat sig partibok. Han var under tiden som ämbetsman i finansdepartementet och som statsråd och chef för handelsdepartementet Sveriges representant i Internationella valutafonden, Världsbanken, OECD och G10. 
Den största händelsen under Feldts tid som handelsminister torde ha varit då han i Bryssel 10 november 1970 inledde Sveriges förhandlingar om handelsavtal med EEC genom att deklarera att så långt neutralitetspolitiken tillät önskade Sverige en omfattande och nära ekonomisk relation med Europeiska gemenskapen. Den 18 mars året därpå drog dock Sverige tillbaka vad som av många hade uppfattats som en ansökan om medlemskap, men 1972 ingick alla EFTA-länder ett frihandelsavtal med EG. Till detta hörde att Sverige anslöt sig till EG:s valutablock. 
Ett bidragande skäl till att Feldt blev Langes efterträdare kan enligt Björn Elmbrant vara att han genom OECD fått den erfarenhet som Palme önskade med anledning av frågan om EG, som av allt att döma var viktig för statsministern. I likhet med dåvarande utbildningsministern, senare statsminister, Ingvar Carlsson, kritiserade Feldt i regeringen Strängs ekonomiska politik. Bland annat föreslog han 1973 att arbetsgivaravgiften i företag med färre än 100 anställda skulle tas bort. Detta var signifikativt för det generationsskifte i den socialdemokratiska politik som Feldt senare kom att representera och innebar en brytning med Sträng, som kritiserade förslaget skarpt.
År 1974 hamnade Feldt och Volvo-chefen P.G. Gyllenhammar som de enda svenskarna på en lista av Time över framtidens 150 ledare i världen. Feldt förutspåddes då bli Sveriges finansminister. De båda framtida ledarna skulle för övrigt bli personliga vänner.
Feldt var handelsminister fram till 27 oktober 1975 i Palmes första ministär, varefter han blev konsultativt statsråd (biträdande finansminister) under perioden 27 oktober 1975–8 oktober 1976. Då deltog han bland annat i arbetet med att ta fram propositionen om medbestämmandelagen. 

## I opposition
När de borgerliga partierna vann riksdagsvalet 1976 hade Feldt formellt varit riksdagsman sedan 1971, men hade hela den tiden suttit i regeringen. Vid valförlusten blev han tjänstgörande riksdagsledamot, och ingick i finansutskottet efter att Olof Palme frångått senioritetsregeln och tillsatt Feldt som dess vice ordförande. 
I april 1981, i det som kom att kallas ”den underbara natten”, gjorde Feldt upp med budgetminister Rolf Wirtén om en sänkning av marginalskatten (som då kunde uppgå till 90 procent). Förhandlingsresultatet godtogs inte av Moderaterna, som valde att lämna regeringen Fälldin.
Feldt valdes in som suppleant i verkställande utskottet vid partikongressen 1981, och Gunnar Sträng trädde ur.

## Ämbetstiden som finansminister
När Socialdemokraterna vann riksdagsvalet 1982 utsågs Feldt som väntat till finansminister i Palmes andra ministär (formellt var han ekonomi- och budgetminister under hösten 1982, innan det sammanhållna finansdepartementet återskapades), vilket han var till 1990 under Carlssons första regering, då han avgick. De stora frågorna inom partiet före valet 1982 var löntagarfonderna och den ekonomiska krisen. Socialdemokratiska regeringar har generellt utmärkts av en maktcentrering i finansdepartementet och vid regeringsskiftet 1982 ökade fokuset på ekonomin ytterligare.

### Löntagarfonderna
Vid 1978 års partikongress utnämndes Feldt till ordförande för arbetsgruppen som skulle ta ställning till löntagarfonderna. Trots att han personligen inte trodde på dem, accepterade han LO:s krav på att de skulle införas. Med dessa avsåg de att via facken öka löntagarinflytandet på ekonomin i en strävan mot socialistisk kollektivisering av ägandet av produktionsmedlen. Arbetsgivarna var mycket avogt inställda till förslaget, och öppna protester hördes i hela landet. Regeringen hade föresatt sig att införa löntagarfonderna 1984, och under den riksdagsdebatt 20 december 1983 som beslutade därom skrev Feldt en dikt på en papperslapp. Från en läktare kunde fotografen Paolo Rodriguez från Stockholms-Tidningen ta ett fotografi när Feldt var i färd med att skriva en dikt. Eftersom Feldt fortfarande höll i pennan fastnade bara de två första raderna på Rodriguez bild:
| ”                   | Löntagarfonder är ett jävla skit Men nu har vi baxat dem ända hit | „ |
| – Kjell-Olof Feldt, |                                                                   |   |

Endast detta fragment av dikten var känt tills Feldt 1991 publicerade hela verket:
| ”                   | Löntagarfonder är ett jävla skit Men nu har vi baxat dem ända hit Sen ska de fyllas med varenda pamp som stött oss så starkt i våran kamp Nu behöver vi inte gå flera ronder förrän hela Sverige är fullt av fonder | „ |
| – Kjell-Olof Feldt, | |   |

Beslutet togs med stöd av Vänsterpartiet kommunisterna (VPK), men facket fick inte huvudmannaskapet som planerat. Fonderna bekostades av en vinstdelningsskatt, och fem fonder bildades. Fonderna fanns kvar till 1992 då riksdagen på förslag av regeringen Bildt avskaffade dem.

### Ekonomisk kris och tredje vägen
På grund av den rådande ekonomiska situationen med ett stort underskott i statsbudgeten hade partiledningen 1981 tillsatt en arbetsgrupp för att ta fram en handlingsplan för hur den ekonomiska krisen som uppstått under sjuttiotalet skulle hanteras. I arbetsgruppen fanns en kärna där Feldt, Leni Björklund, Rune Molin och Ingvar Carlsson ingick. 1982 hade de sitt program klart med titeln Framtid för Sverige. Krisprogrammet fick stor uppmärksamhet i valrörelsen 1982. Programmet var en öppen uppgörelse med den tidigare ekonomiska politiken. I korthet gick den ut på att låta näringslivet vara navet i återuppbyggnaden genom att öka lönsamheten, selektiva ingripanden och ökad konkurrens, bekämpning av prisökning på tillgångar samt att hålla nere konsumtionen. 
När den nya regeringen tillträdde i oktober 1982 hade Feldt några korta dagar på sig att omsätta krisprogrammet i konkreta former. Han tecknade upp det i tio punkter; detta har blivit känt under namnet den tredje vägens politik.
Det första den nya regeringen gjorde var att devalvera kronan med 16 procent för att framkalla en ”positiv chock för svensk industri”, vilket enligt Björn Elmbrant innebar att ge sig ut på djupt vatten. Detta gjorde regeringen för att förhindra valutautflödet, men agerandet fick kritik av de andra nordiska länderna. Dessutom infördes ett prisstopp. Redan inledningsvis fick den nya regeringen ta emot mycket kritik från såväl de borgerliga som VPK, med anledning av den höjda momsen och andra skattehöjningar. 
Relationen till LO präglades dels av frågan om löntagarfonderna, dels förekom en maktkamp, där LO, enligt Feldt, ville se regeringen som dess politiska redskap. Relationen mellan Feldt och LO (framför allt ordföranden Stig Malm) skulle bli spänd en lång tid framöver, och leda till vad som brukar kallas ”Rosornas krig”.

### Avregleringen av kreditmarknaden
Feldts ekonomiska politik kom senare kanske främst att bli ihågkommen för kreditpolitiken. Den 21 november 1985 genomfördes det som i efterhand kallats novemberrevolutionen, där kreditmarknaden avreglerades. Formellt var det riksbankchefen Bengt Dennis som tog beslutet, men enligt Ingvar Carlsson hade finansministern och riksbankchefen starka band; Feldt ansåg att regleringen var ett otidsenligt system, försvarade avregleringen inför regeringen och tog politiskt ansvar för den. Feldt har hävdat att riksbankschefen Dennis hade försäkrat honom att bankerna inte skulle kunna låna obegränsat av riksbanken varigenom en kreditexpansion skulle undvikas. Dennis har å sin sida tillbakavisat påståendet att han skulle ha givit en sådan försäkran, och diskussionen om vem som har rätt har fortlöpt, bland annat genom att Dennis 1998 utgav boken 500 % där han kritiserar Feldts hantering av ärendet. Kreditexpansionen som trots allt skedde innebar en enorm ökning av utlåning till hushållen. Nettoutlåningen ökade med 260 miljarder under två år, 1986–1988. Moderatledaren Carl Bildt kallade senare denna politik för ”kasinoekonomi”.
Avregleringen hade stöd hos de borgerliga partierna, men med anledning av finanskrisen i Sverige 1990–1994 kom det att bli en omdebatterad åtgärd. Att avregleringen var ett av de största penningpolitiska besluten som togs efter andra världskriget synes stå oemotsagt, men konsekvenserna av de explosionsartat ökade utlåningarna blev svåröverskådliga. Vem som bär ansvaret för den kris som kom, och vad som utlöste den, har varit mycket omtvistat. Frågan kompliceras ytterligare av att den är ideologiskt kringgärdad. Till avregleringens positiva effekter hör att nystartade företag lättare har kunnat skaffa sig riskkapital.
Avregleringen var ett led i en internationell trend inom den dåvarande nyliberala ordningen. Den ökade utlåningen åtföljdes av en prishöjning under slutet av 1980-talet varmed bankerna förlorade stora summor pengar. Ett bidragande skäl till krisen torde vara bankernas bristande kunskap om och erfarenhet av en fri marknad. Samma förlopp med avreglering och finanskris skedde i bland annat USA, Norge, Finland, Latinamerika, Japan och det forna Östblocket.

### Ekonomin i förgrunden
Omkring år 1986 hade Sverige lämnat de ekonomiska krisåren bakom sig; börsen upplevde en höjdpunkt, med så kallade finansvalpar och nyrika börshajar, vilket ledde till att Feldt införde ”valpskatten”, och exporten var mycket god. Sverige uppmärksammades utomlands för att bättre och snabbare än andra länder ha tagit sig igenom den ekonomiska krisen, utan att arbetslösheten ökat. Feldt föredrog den tredje vägen under Socialistinternationalens kongress i Stockholm september 1987 och fick mycket beröm. Han hade lyckats vända situationen från krisen 1982 så att
- produktionen (BNP/år) var 16 procent högre,
- 160 000 fler personer hade arbete,
- investeringarna i industrin var 60 procent högre,
- budgetunderskottet var 12 procentenheter lägre (från 13 % till 1 % av BNP) och
- inflationstaket var 50 procent lägre.[27]

Han blev kritiserad av borgerligheten för att fattigdomen ännu var stor. Regeringen kritiserades också för att ha frångått sin linje med fördelningspolitik, och för att till exempel barnbidragen var för små, vilket Feldt beskrev som att folket ”visade ingen tacksamhet över de gåvor vi lade framför deras fötter. Snarare visade de tecken på ilska. Detta både bedrövade och förvånade partiledningen och regeringen”.
Under 1982–1987 höjde Feldt skatterna från 51 till 55 procent av nationalprodukten, men började anse att det slags fördelningspolitik de förde var en omöjlig väg. 
Vid partikongressen 1987 lade partiet fram idéprogrammet Ett rättvisare Sverige, vilket Feldt betecknar som ett nytt skede i partiets historia; det förändrade ekonomiska läget med sämre tillväxt innebar att det fanns mindre resurser att fördela. Därmed prioriterades åter en stark ekonomi framför sociala reformer.

### Fler avregleringar
Under Sträng, och tidigare finansministrar, hade landets ekonomi i mycket styrts av olika regleringar och stödåtgärder. Regleringarna av näringslivet hade dock visat sig leda till överproduktion och högre priser. Jordbruket var ett av de områden som omgärdades mest av regleringar, där äggregleringen blivit särskilt omtalad, med ruggningsavgifter, frivillig äggkvotering och burplatsavgifter. 1987 började Feldt verka för en lättnad av regleringarna av jordbruket, och 1989 hade ett förslag tagits fram om en reformerad jordbrukspolitik, där dessa regleringar togs bort.
Vid samma tid skedde också en avreglering av valutan, efter att frågan hade väckts av Krister Wickman. I likhet med kreditmarknaden genomfördes denna i samklang med andra länder. Trots kritik emot denna avreglering genomfördes den av Feldt och statsministern, med motiveringen att den skulle öka utrikeshandeln.

### Tecken på kris
Efter börsraset den 19 oktober 1987 var det nödvändigt att snabbt omforma den ekonomiska politiken, och i en proposition av den 5 november föreslog Feldt att rikta uppmärksamheten på byggmarknaden, som genom att den var ”skyddad från internationell konkurrens, hade utvecklat sig till en av de verkligt svåra inflationshärdarna”. Feldt hade börjat tröttna på den tyngande rollen som finansminister, varför Odd Engström som ny budgetminister 1988 övertog arbetet med budgetpropositionen, och Feldt själv blev ordförande i forskningsberedningen. 
Samma år började problem uppenbaras i de svenska finanserna, som i årets finansplan definierades som ett lågt hushållssparande och för hög konsumtion, en kraftig stegring av priser och löner, kapacitetsbrister, och risk för att det offentliga sparandet skulle försvagas. Även inom det egna partiet började det talas om en nationell konsumtionsfest med lånade pengar.

### Skattereform och tvångssparande
År 1988 föreslogs en skattereform av Feldt, statsministern och LO:s ordförande som på många sätt var kontroversiell bland partikamrater, men som enligt Feldt krävdes för att åtgärda de problem som uppstått i och med avregleringen av kreditmarknaden. Reformförslaget innehöll sänkning av marginalskatten och en enhetlig skattesats. Den genomfördes från år 1990 i samarbete med Folkpartiet.
År 1989 införde Feldt det så kallade tvångssparandet. Idén därtill väcktes av centerpartisterna Olof Johansson och Ivar Franzén och skulle ersätta behovet av en momsökning; frågan hade emellertid tidigare dryftats inom socialdemokratin av Per Edvin Sköld. Feldt hade vid det laget kommit till den punkten att han ville lämna politiken, men det ekonomiska läget och avsaknaden av en lämplig efterträdare gjorde det svårt för honom att avgå.

### Utträde ur regeringen

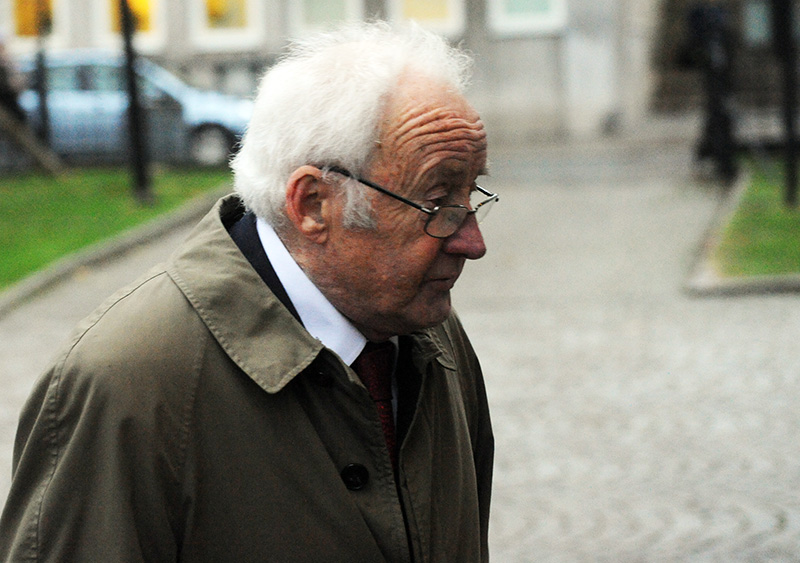
Feldt den 24 november 2014.

I samband med en regeringskris avgick Feldt från ämbetet som finansminister 1990. Detta föregicks av att Feldt 3 februari lade fram en proposition om ett lönestopp, som väckte kraftiga reaktioner, såväl inom som utom partiet. Den 15 februari 1990 lämnade Feldt alla politiska uppdrag. Samma dag avgick regeringen Carlsson efter att riksdagen avslog lönestoppet med siffrorna 190 mot 153.
Året efter avgången gav Feldt ut sin bok Alla dessa dagar i vilken han sökte utreda de faktorer som föranlett hans politiska beslut som finansminister. Boken kom att användas emot Socialdemokraterna i valkampanjen 1991 och väcka en debatt inom det egna partiet om tolkningar, politisk väg och ideologiska förhållningssätt. 
Feldt var ledamot av Ingenjörsvetenskapsakademien från 1990. Året därpå kreerades han till filosofie hedersdoktor vid Uppsala universitet. Han var ordförande i Riksbanksfullmäktige 1994–1998 och i Hjärnfonden 1994–2009. Fram till 2011 var han ordförande i Friskolornas riksförbund.
I januari 2007 förlänades han Konungens medalj i 12:e storleken i Serafimerordens band.

## Feldt som politiker
Fastän politikern Feldt var en utpräglad ekonom, med befattningar som handels- och finansminister, fick han under den senare posten allt större ansvar i regeringsarbetet som en av dess huvudförhandlare och motdebattör med riksdagspartierna. Med sitt ansvar för Sveriges ekonomi kom hans politiska område att innefatta allt från försvarspolitik till biståndspolitik. Oppositionsledaren Ulf Adelsohn, som var partiledare för Moderata samlingspartiet 1981–1986 och mötte Feldt i flera debatter i riksdagen och medierna, har berömt Feldt såsom en svårare debattör att möta än Olof Palme, eftersom han var kunnigare och skickligare. Ingvar Carlsson beskriver Feldt som en person med kort stubin men med gott humör som hade förmågan att finna utvägar i svåra lägen och att omsätta beslut i handling, en person som trots sin envishet alltid var öppen för nya sätt att se saker.
Den tidigare socialministern Sten Andersson har beskrivit Feldt som lynnig och temperamentsfull: ”Alltför ofta hade Kjell-Olof svårigheter att tygla sitt häftiga humör. Då dikterade han hellre än resonerade. En del regeringskollegor skrämdes till tystnad och underkastelse, ibland gråt.” Men Feldt kunde enligt Andersson också vara en varm, vänlig och ömsint människa som snabbt kunde stryka ett streck över gamla bråk.

## Feldts ideologiska uppfattning
Feldt brukar beskrivas som en högerinriktad finansminister. Bland annat framförde han, som den förste ledande socialdemokraten, sympatier för privatisering av delar av den offentliga sektorn i intervjuboken Samtal med Feldt (1984), en bok för vilken han blev utskälld av Olof Palme. Han definierade socialdemokratin i samma bok som en pragmatisk politik, som till skillnad från liberalismen och kommunismen inte var knuten till en viss ägandeform och ekonomisk politik, i vilken målsättningarna frihet, jämlikhet och trygghet var överordnade alla system och modeller. Av dessa mål menade Feldt jämlik fördelning vara det ”operativa”.
1989 förordade han i en omdebatterad Tiden-artikel att socialdemokratin skulle avföra kampen mot kapitalismen från partiprogrammet. Dessa tankar framlade han redan i Samtal med Feldt, där han sa att kapitalismen är socialdemokratins stora problem, att ”det alltid varit bekvämt och enkelt att utropa kapitalismen till fiende”, och att fastän socialdemokratin alltid i praktiken accepterat kapitalismen så har antikapitalismen spelat en social roll i arbetarrörelsen. När Feldt 1988 föreslog att skatteutjämningen skulle slopas, tolkade Gunnar Adler-Karlsson detta som att han menade att detta system inte ledde till den ekonomiska jämlikhet som socialdemokratin utgått ifrån. Med denna reform sänktes marginalskatten till 50 procent med förevändningen att lönerna därmed skulle hållas nere, men Sverige hade ändå västvärldens högsta skatter.
Med anledning av politikens orientering mot marknadsekonomi kom Feldt och hans medarbetare Erik Åsbrink att kallas ”kanslihushögern”. Hans tid som finansminister kom att utmärkas av konfrontationer vad beträffar avvägningen av de politiska målen mot den ekonomiska realiteten.

## Privatliv
Från 1970 var Feldt gift med Birgitta von Otter. Under Feldts tid som finansminister var von Otter hans pressekreterare.
Feldt hade tre barn i ett tidigare äktenskap. Han var bosatt i Nacka.

## Fotnoter
1. ↑  Ursprungligen stavat Fält,[1] folkbokförd Kjell Olov Feldt.[2]